# Monastère de Belcinac
Le monastère de Belcinac a été fondé dans la deuxième moitié du VIIe siècle par saint Condède, moine de l'abbaye Saint-Wandrille de Fontenelle, sur une île disparue de la Seine, dénommée Belcinac dans les textes anciens.

## Fondation du monastère
Dans un acte falsifié,, Thierry III (654-691) roi de Neustrie, fils de Clovis II, donna l'île de Belcinac (Belcinnaca), voisine du fisc d'Arelaune, à saint Condède (Condedus). Ce dernier y construisit un monastère. En 675, il fit don de l'île et du monastère à l'abbaye Saint-Wandrille de Fontenelle ; donation confirmée par Thierry III, puis de nouveau en 1319 par Philippe le Long et en 1349 par le duc de Normandie, Jean, futur roi Jean le Bon. Le monastère fut détruit par les flots lors de l'engloutissement de l'île en 1330 lors d'un épisode de mascaret de la Seine.

## L'île de Belcinac
Cette île, située sur la Seine face à Villequier et un peu en aval de Caudebec-en-Caux, en Seine-Maritime, est nommée Lutum dans la charte de donation de Thierry III. Ce nom parait être le même que Lotum ou Lotus, indiqué dans les Annales bénédictines comme le nom d'un habitat celte sur laquelle ou à côté de laquelle s'est par la suite élevée Caudebec. L'île, voisine de cet habitat, lui aurait emprunté son nom, et, dans les premiers temps, elle était appelée « l'île de Lot ». Elle était particulièrement sujette au mascaret, brusque surélévation du niveau d'eau du fleuve due à l'onde de la marée montante. Pratiquement sans effet en temps normal, « la Barre » devient un danger lors des grandes marées, et une catastrophe potentielle lors de marées d'équinoxe à très fort coefficient.
Au VIIe siècle, l'île mesurait « trois mille pas de long sur quinze cents de large »,. Elle avait souvent été partiellement immergée, parfois de façon ininterrompue sur plusieurs années. Ainsi, en 1330, l'île fut submergée, puis réapparut quelques années après ; mais le monastère avait entièrement disparu, emporté par les flots,. Elle disparut de nouveau en 1597, pour réapparaître en 1641. Elle disparut définitivement en 1740, et l'endiguement subséquent de 1846 assura son non-retour. Elle est maintenant perdue dans les prairies humides de Vatteville.
Par ailleurs, sur la rive droite de la Seine, se trouvait l'ancien port de Saint-Vulfran, dont le quai renvoyait souvent les eaux vers les prairies de la rive gauche. Les Grimonville, seigneurs de ces prairies impraticables, firent d'abord démolir le quai avec les matériaux duquel ils firent construire le nouveau château de la Mailleraie. De plus, quand l'île réapparut en 1641, ils firent main basse dessus au détriment de l'abbaye Saint-Wandrille de Fontenelle, à laquelle elle avait été donnée. Les moines attaquèrent Louis de Grimonville en justice et gagnèrent le procès en 1658. Puis Grimonville vendit son domaine de la Mailleraie à Angélique Fabert, épouse du marquis de Beuvron, et cette dernière poursuivit les moines en justice pour la possession de l'île, affaire qu'elle gagna vers 1690.
Saint Condède avait également construit trois petites églises : une consacrée à la Sainte Vierge, une à saint Pierre, une à saint Valery. Mais il semblerait que celles-ci n'aient pas été situées sur l'île ; la Chronique de Fontenelle et celle de la vie de saint Vandrille mentionnent toutes deux un oratoire dédié à saint Pierre, localisé le long d'un ruisseau appelé Vintlana (probablement la Vilaine, affluent gauche de la Seine, où elle se jette près de l'ancienne abbaye de Grestain ; elle prend sa source à Saint-Pierre-du-Val), sur une autre terre nommée Vitlana et donnée à saint Condède par Waratton, maire du palais. Il pourrait s'agir de terres du côté de Neufchâtel-en-Bray car l'abbaye de Saint-Wandrille y possédait quelques propriétés. L'église de Braymoutiers est dédiée à saint Pierre, l'étymologie de moutiers suggère un monastère ou une église, et Braymoutiers était une possession de l'abbaye de Saint-Wandrille depuis sa fondation ou presque.